# Кульон великий
Кульон великий (Numenius arquata) — вид прибережних птахів родини баранцевих (Scolopacidae), один з найпоширеніших видів роду кульонів (Numenius), що гніздиться по всій Європі та Азії. Це мігруючий птах на більшій частині ареалу, що зимує в Африці, на півдні Європи та Азії. Птах характеризується типовим голосовим сигналом курлу-у.

## Морфологія
Великий кульон — великий птах, розмах крил: 80–100 см, довжина тіла 50–60 см, маса тіла: до 1 кг. Характерною рисою птаха є довгий темно-бурий та загнутий донизу дзьоб. Самці та самки виглядають ідентично, але дзьоб зазвичай довший у самок. Найбільший представник ряду Сивкоподібні. Дорослий птах зверху темно-бурий, з білуватою строкатістю; над оком світла «брова»; низ спини, поперек, надхвістя і черево білі; на білуватих грудях, волі і боках тулуба темно-бурі риски, на боках — стрілоподібні; спід крил білий; першорядні махові пера зверху темно-бурі, внутрішні першорядні і бурі другорядні — з білими плямами; хвіст білий, з бурими поперечними смугами; ноги темно-сірі, у польоті трохи виступають за край хвоста. Молодий птах схожий на дорослого, але стрілоподібні риски на боках тулуба менш виражені.

## Поширення

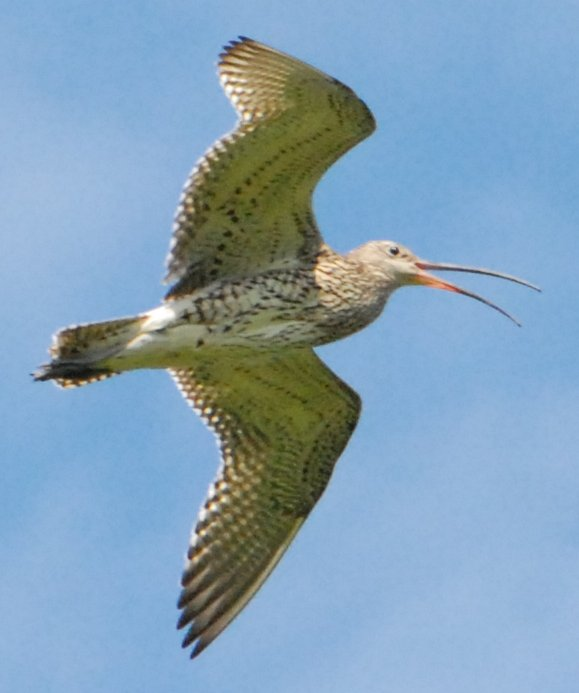
Великий кульон в польоті

Великі кульони гніздяться в болотистих і інших вологих місцевостях, таких як марші. Взимку вони мешкають на узбережжі та в ватах, в глибині материка — на полях і заплавних луках. Основним ареалом їх розповсюдження є Північна і Центральна Європа, а також Британські острови. У зимовий час ці птахи здійснюють переліт на узбережжя Західної і Південної Європи. Великі кульйони зустрічаються також у великій частині Азії, їх ареал доходить до Байкальського озера і Манчжурії на сході і Киргизстану на півдні.
В Україні гніздовий, перелітний, зимуючий птах. Найбільші гніздові поселення — на Поліссі (Шацькі озера, Волинська область), подекуди в Рівненській області. У невеликій кількості гніздиться на узбережжі Чорного та Азовського морів (Керченський півострів, Каркінітська затока, Східний Сиваш). Наприкінці XIX — початку ХХ століття гніздився на території сучасних Хмельницької, Вінницької, Полтавської, Чернігівської, Дніпропетровської областей. Під час міграцій трапляється на всій території України, у зимовий період — на Азово-Чорноморському узбережжі.

## Чисельність і причини її зміни
У Європі гніздиться близько 220 тисяч пар. В Україні у 1990 роках гніздова популяція не перевищувала 100 пар (з них близько 10 пар на Азово-Чорноморському узбережжі). На прольоті — звичайний, але не чисельний птах. Під час міграції на Волині нараховували 250—432 особин, на півдні України навесні до 160, восени до 1,5 тисячі особин. На півдні України щорічно зимує до декількох сотень особин. Причини скорочення чисельності: браконьєрство, меліоративні роботи, будівництво ГЕС, розорювання лук і заплавних земель, випасання худоби, рекреація (фактор непокою).

## Харчування
До здобичі великих кроншнепів відносяться комахи, черв'яки і молюски, яких вони підбирають із землі своїм довгим дзьобом. При цьому вони використовують дзьоб також як пінцет, щоб витягти молюсків з їхніх твердих оболонок.

## Розмноження

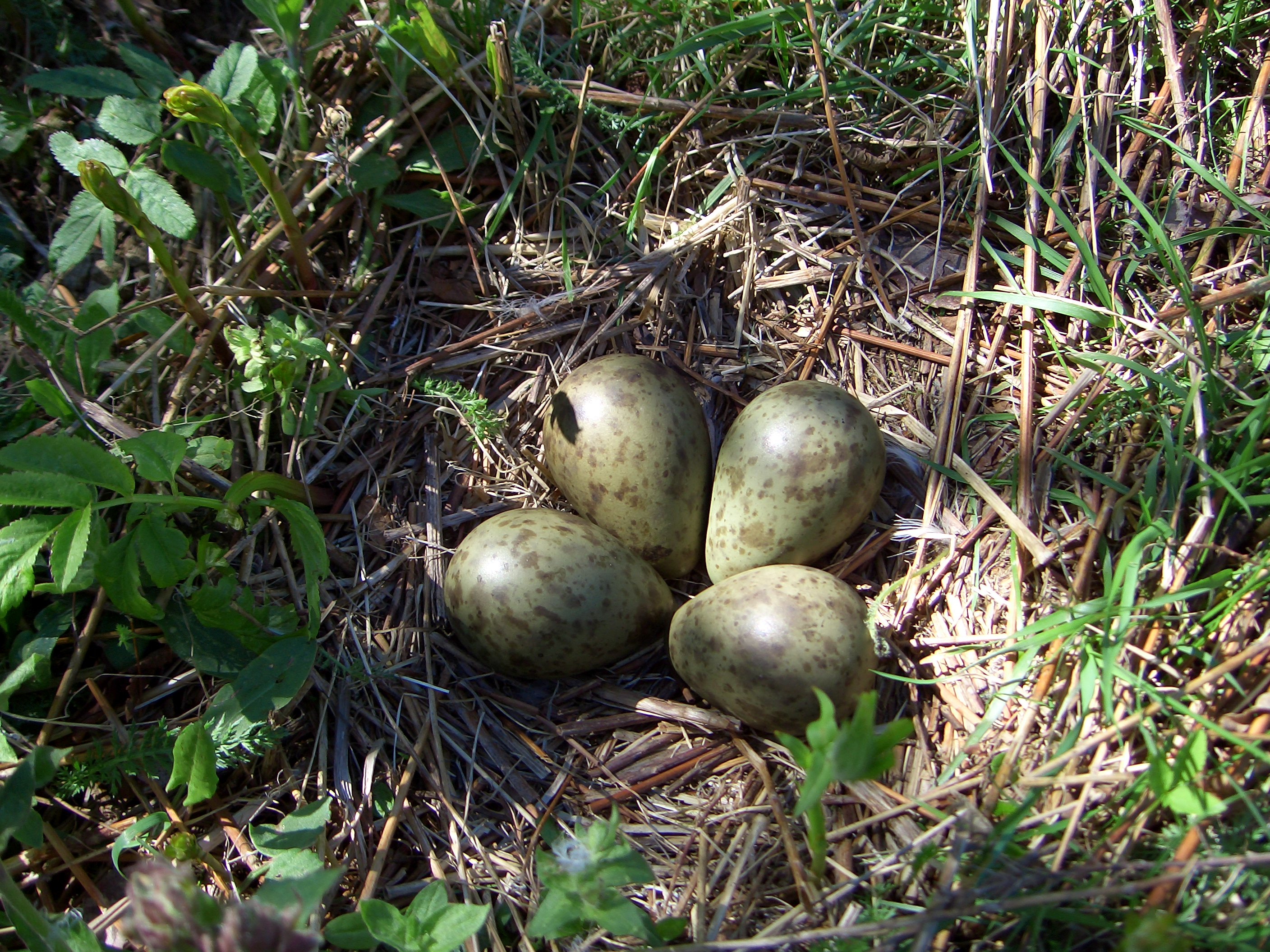
Кладка кульона великого

Кульон великий гніздиться у водно-болотних угіддях: на заболочених та інших вологих місцевостях. На Західній Україні гніздиться на заплавних луках, іноді на полях, пасовищах, сінокосних луках; на півдні України — в заплавах річок, на вологих ділянках балок та струмків, в агроценозах. Моногам, гніздиться парами або невеликими угрупованнями. Гнізда — невеликі заглиблення в ґрунті, вимощені сухою травою або без неї, у кладці — 4 яйця. Насиджують кладку самка і самець, 28–30 днів. У кінці липня молоді птахи стають на крила.

## Підвиди
Існують три підвиди великого кульйона. Numenius arquata arquata зустрічається в Європі, а на схід смуги Волга — Урал мешкає Numenius arquata orientalis. Птахи останнього підвиду в цілому світліші, а темні штрихи в їх оперенні значно дрібніші. Дзьоб трохи довший, крила також. Обидва підвиду між Волгою і Уралом плавно переходять один в іншого і мало відрізняються за морфологією. Третій — Numenius arquata suschkini від західного Казахстану до південно-західного Сибіру.

## Охорона
Включено до Червоної книги України (1994, 2009), природоохоронний статус виду — зникаючий. Занесено до Боннської (Додаток II) та Бернської (Додаток II) конвенцій, AEWA.